# Dellia monticola
Dellia monticola är en insektsart som beskrevs av Perez-gelabert och D. Otte 1999. Dellia monticola ingår i släktet Dellia och familjen gräshoppor. Inga underarter finns listade i Catalogue of Life.